# يري
كيم ييريم ولدت في 5 مارس سنة 1999، هي مغنية ورابر وصوت داعم وراقصة وكاتبة أغاني من كوريا الجنوبية. كما أنها أصغر عضوة في فرقة رد فلفت الكورية، حيث أنها دخلت إلى الفرقة في 10 مارس سنة 2015.

## السيرة الفنية
كانت ييري جزء من مشروع الإس إم روكيز (بالإنجليزية: SM Rookies)‏ قبل الترسيم مع الفرقة، كما هو الحال سابقاً مع العضوات آيرين، سولجي، ويندي، جوي.
فرقة رد فلفت كانت قد بدأت بأربعة عضوات مع الأغنية المنفردة الخاصة بالترسيم والتي حملت عنوان السعادة (بالإنجليزية: Happiness)‏، لاحقا تم إضافة ييري وقت عودة الفرقة بأغنية جديدة حملت اسم آي سي سي (بالإنجليزية: ICC)‏. ظهرت على برنامج ميوزك كور الذي عُرض على قناة إم بي سي سنة 2015. أصدرت أغنية واي باك هوم (بالإنجليزية: Way back home)‏ في سنة 2016.

## اعمالها

### مسلسلات تلفزيونية
| عام  | عنوان        | الدور        | ملاحظة               | المراجع |
| ---- | ------------ | ------------ | -------------------- | ------- |
| 2016 | أحفاد الشمس  | ذاته         | الكاميو (الحلقات 16) | [ 5 ]   |
| 2021 | حالة النعناع | هونغ تشاي ري | دراما من فصل واحد    | [ 6 ]   |
| 2023 | تصفيق        | ايون سو      |                      | [ 7 ]   |

### سلسلة ويب
| عام  | عنوان           | الدور      | ملاحظة    | Ref.  |
| ---- | --------------- | ---------- | --------- | ----- |
| 2021 | عيد ميلاد أزرق  | او ها رين  | دور رئيسي | [ 8 ] |
| 2023 | الكلبة X الغنية | بايك جي نا | دور رئيسي | [ 9 ] |

## روابط خارجية
- يري على موقع IMDb (الإنجليزية)
- يري على موقع ميوزك برينز (الإنجليزية)
- يري على موقع ديسكوغز (الإنجليزية)
- يري على موقع قاعدة بيانات الفيلم (الإنجليزية)